# Tour de l'Aude
El Tour de l'Aude fue una carrera ciclista profesional por etapas que se disputaba en el departamento de Aude, al sur de Francia, en el mes de abril.

## Historia
Se disputó desde 1957 hasta 1986, durante el  Los corredores que más veces se impusieron fueron el italiano Francesco Moser y el australiano Phil Anderson, con dos victorias cada uno. En 1987 esta prueba se fusionó con el Gran Premio de Midi libre, prueba que, a su vez, desapareció en 2003.

## Tour de l'Aude Femenino
Desde el 1986 hasta el 2010 existió un Tour de l'Aude Femenino, oficialmente Tour de l'Aude Cycliste Féminin, siendo de las pocas carreras femeninas de más de una semana junto al Giro de Italia Femenino y a la Grande Boucle (esta también ya desaparecida).

## Palmarés
| Año  | Ganador                  | Segundo                   | Tercero              |
| ---- | ------------------------ | ------------------------- | -------------------- |
| 1957 | André Dupré              | Siro Bianchi              | Alfred Tonello       |
| 1958 | Emmanuel Busto           | Arnaud Geyre              | Siro Bianchi         |
| 1959 | Jean Plaudet             | Marcel Queheille          | Roger Napolitano     |
| 1960 | Gérard Thiélin           | René Abadie               | Roger Walkowiak      |
| 1961 | Simon Leborgne           | Henri Anglade             | Joseph Carrara       |
| 1962 | Rolf Wolfshohl           | Albertus Geldermans       | Alan Ramsbottom      |
| 1973 | Jean-Pierre Parenteau    | Claude Aigueparses        | Bernard Thévenet     |
| 1974 | Cees Bal                 | Barry Hoban               | Jean-Jacques Fussien |
| 1975 | Lucien Van Impe          | Michel Perin              | Joaquim Agostinho    |
| 1976 | Bernard Hinault          | Hubert Mathis             | Patrick Béon         |
| 1977 | Jean-Pierre Danguillaume | Ludo Peeters              | Roy Schuiten         |
| 1978 | Francesco Moser          | René Bittinger            | Eddy Schepers        |
| 1979 | Francesco Moser          | Pierre-Raymond Villemiane | Michel Laurent       |
| 1980 | Marcel Tinazzi           | Patrick Perret            | Ferdi Van Den Haute  |
| 1981 | Phil Anderson            | Palmiro Masciarelli       | Bernard Becaas       |
| 1982 | Bernard Vallet           | Patrick Bonnet            | Bernard Hinault      |
| 1983 | Phil Anderson            | Kim Andersen              | Dominique Garde      |
| 1984 | Pierre-Henri Menthéour   | Joop Zoetemelk            | Pascal Poisson       |
| 1985 | Silvano Contini          | Iñaki Gastón              | Eduardo Chozas       |
| 1986 | Jean-Luc Vandenbroucke   | Czesław Lang              | Thierry Marie        |

## Palmarés por países
| País         | Victorias |
| ------------ | --------- |
| Francia      | 11        |
| Italia       | 3         |
| Bélgica      | 2         |
| Australia    | 2         |
| Alemania     | 1         |
| Países Bajos | 1         |